# Épidémie de variole du Massachusetts
L'épidémie de variole du Massachusetts, également connue sous le nom d'épidémie coloniale, est une épidémie de variole qui a frappé la colonie de la baie du Massachusetts en 1633. Cependant, les épidémies de variole ne se sont pas limitées à 1633 et se sont produites presque tous les dix ans.

## Infection européenne
Les Européens ont apporté la variole en Amérique du Nord lorsqu'ils ont commencé à la coloniser. La plupart des Européens étaient immunisés contre la maladie en raison des conditions de vie dans une Europe surpeuplée. Cependant, vingt colons sur le Mayflower ont été infectés, y compris leur seul médecin, le Dr Samuel Fuller (en).
Alors que les colons européens sont restés pour la plupart épargnés par la variole en 1630, ils ont vu leurs voisins amérindiens en être rapidement victimes. Un colon de la Nouvelle-Angleterre en 1630 a déclaré que les Amérindiens « sont morts si généralement de cette maladie car ils n'étaient finalement pas en mesure de s'entraider, de ne pas faire de feu, ni d'aller chercher un peu d'eau à boire, ni d'enfouir les morts… ». Pourtant, malgré la destruction provoquée par la variole, certains puritains considéraient ce cadeau comme un don de Dieu. Y compris Increase Mather, un membre du clergé et l'un des premiers présidents du Harvard College, qui a déclaré que l'épidémie de variole était la solution de Dieu aux différends fonciers entre Amérindiens et puritains.

## Infection amérindienne
Les Amérindiens à proximité n'étaient pas à l'abri de la variole et, en 1618, un an après que la première épidémie ait balayé le Massachusetts, plus des deux tiers des Amérindiens du Massachusetts, y compris les Mohawks, les autochtones de la région du lac Ontario et les Iroquois ont été tués par l'infection. L'épidémie a continué et en 1633, la variole a infecté des tribus entières et a laissé les gens incapables de prendre soin les uns des autres ou d'enterrer leurs morts.